# 边茶官库

边茶官库位于四川省雅安市天全县，占地面积约1500平方米，2013年被中华人民共和国国务院公布为全国重点文物保护单位，为茶马古道四川境内雅安段的一处文物点。
边茶官库位于天全县始阳镇兴中村六组（部分资料误为“新中村”，疑为同音之误）。建筑主体为穿斗式木结构，为正房5栋、厢房5栋、天井7口、院坝1处组成的四合院布局，四周有围墙。
古建筑群始建于清康熙年间，由乡绅高炳举修建。高家在清朝前期经营边茶生意，到清朝中晚期被收购，成为官方储存边茶的仓库。边茶官库是天全茶马互易运输、存储、买办的一处重要历史场所。

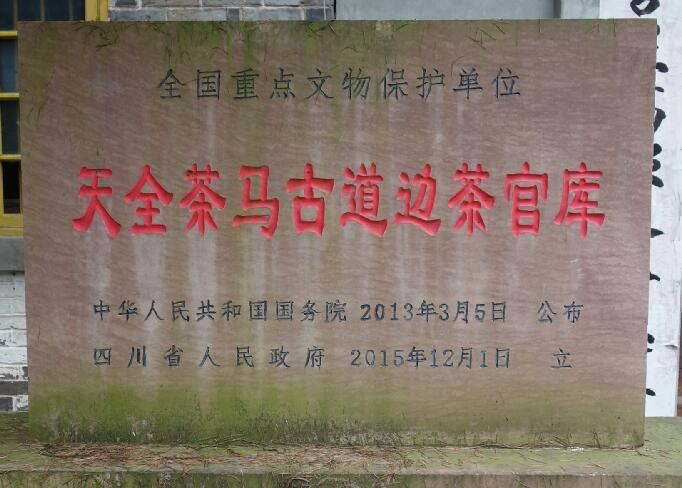
第七批全国重点文物保护单位标志碑
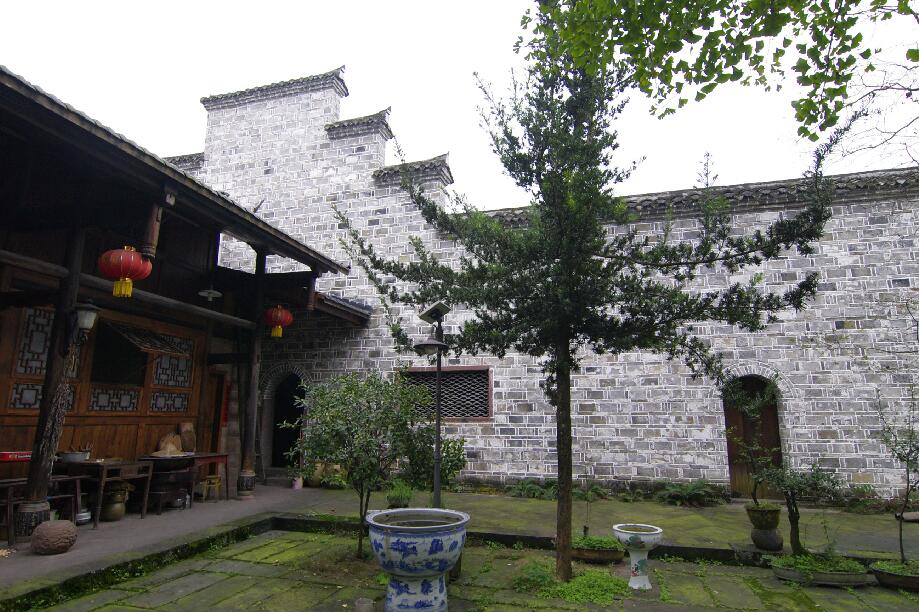
边茶官库院坝
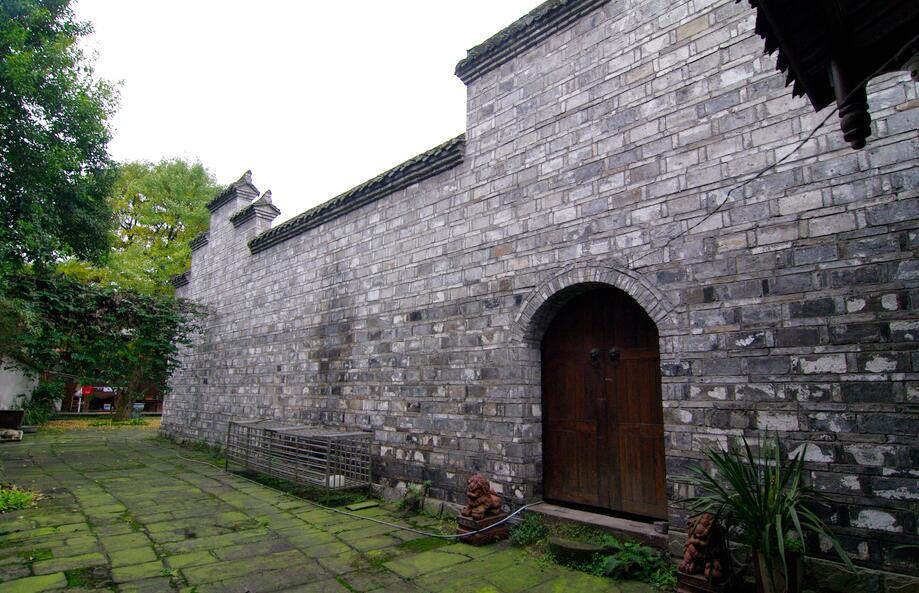
围墙
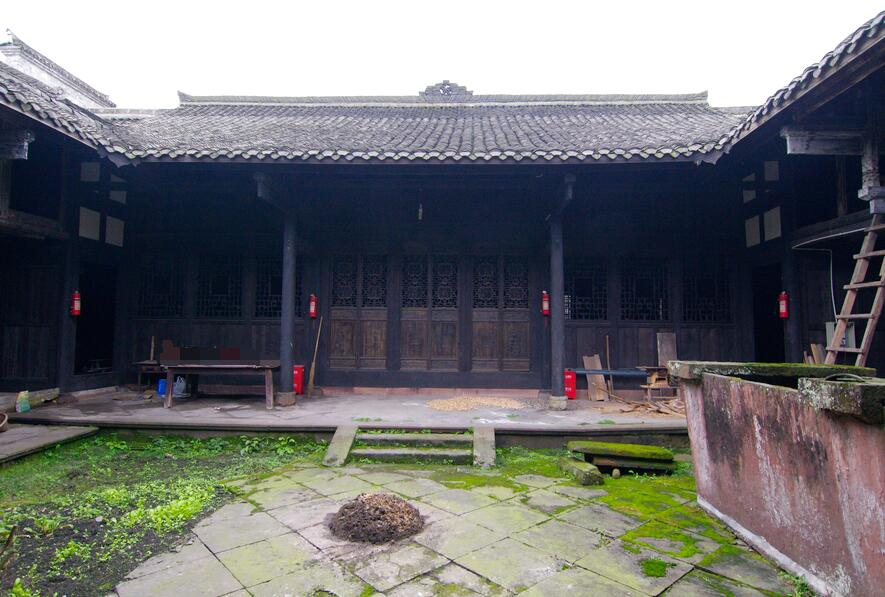
正房
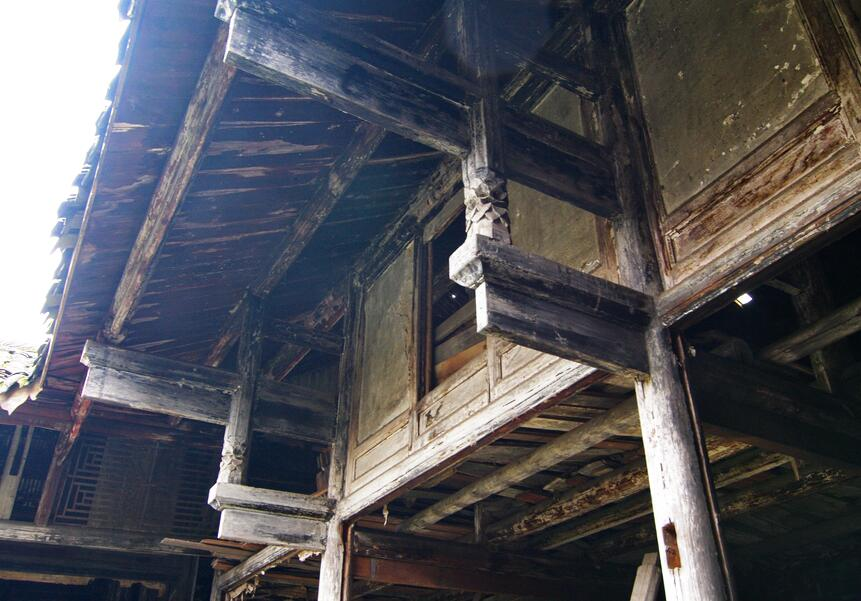
穿斗木结构细部